# Eudorellopsis uschakovi
Eudorellopsis uschakovi är en kräftdjursart som beskrevs av Lomakina 1955. Eudorellopsis uschakovi ingår i släktet Eudorellopsis och familjen Leuconidae. Inga underarter finns listade i Catalogue of Life.